# Itsuko Hasegawa
Itsuko Hasegawa (jap, 長谷川 逸子 Hasegawa Itsuko, ur. 1941 w Shizuoce) – japońska architekt. Jej projekty obejmują domy i budynki publiczne.

## Życiorys

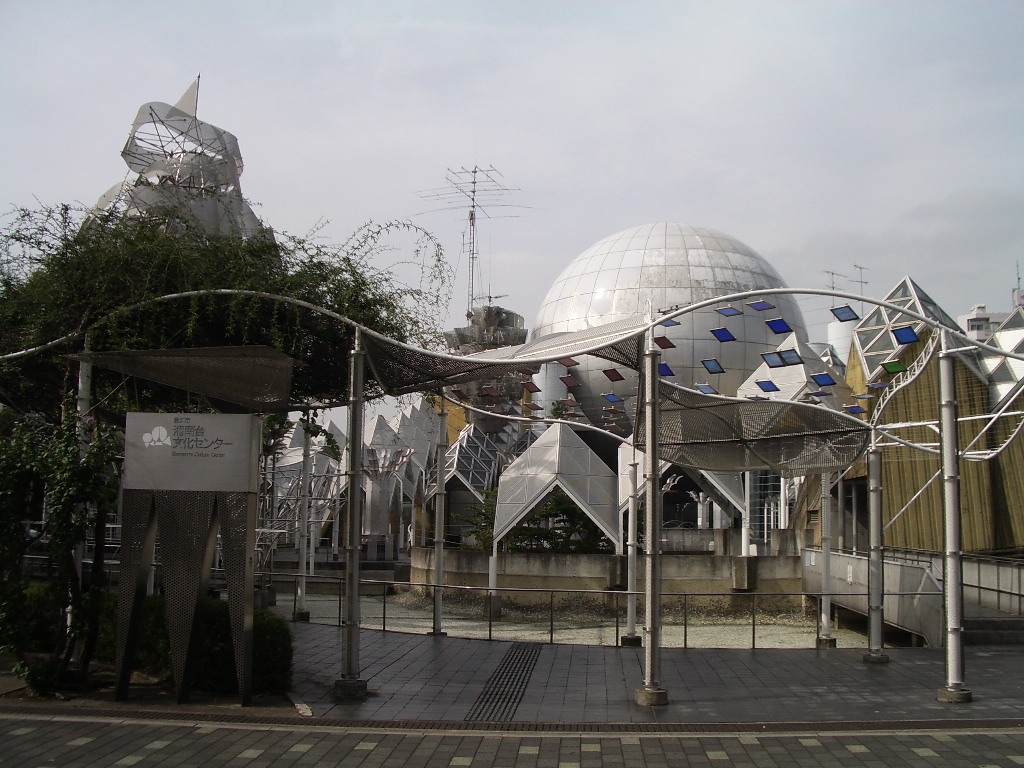
Shonandai Bunka Center, praca Itsuko Hasegawa

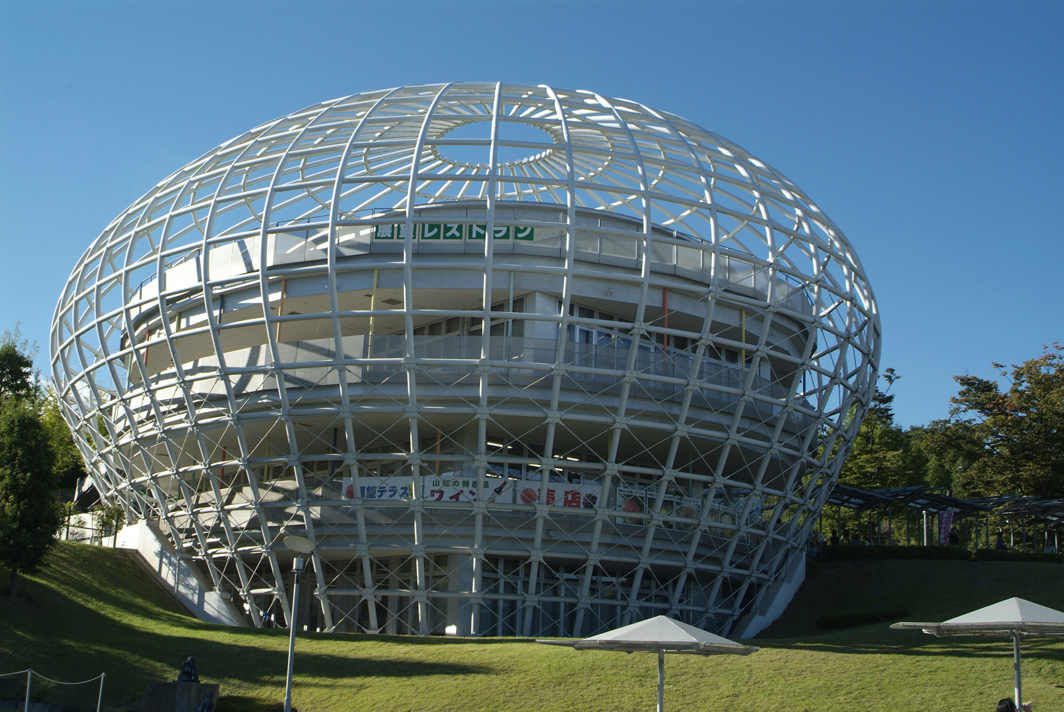
Yamanashi Fruit Museum and Garden, jedna z prac Itsuko Hasegawa

Itsuko Hasegawa urodziła się w 1941 w Shizuoce. W 1964 ukończyła studia na Uniwersytecie Kanto Gakuin. W 1979 założyła Atelier Itsuko Hasegawa. W 1986 roku otrzymała nagrodę od Architectural Institute of Japan za projekt Bizan Hall. Jej projekty mieszkaniowe zdobyły nagrodę Japan Cultural Design Award. W 1997 roku Itsuko Hasegawa została honorowym członkiem RIBA. W 2000 roku otrzymała nagrodę Japan Art Academy Award.
W 2001 roku otrzymała nagrodę Honorary Degree Award na University College London.
W 2006 została honorowym członkiem stowarzyszenia AIA.

## Prace
Jej prace na stronie Atelier Itsuko Hasegawa